# Daisuke Nakano
Daisuke Nakano (Niigata, Japón, 10 de octubre de 1982) es un gimnasta artístico japonés, campeón olímpico en 2004 en el concurso por equipos.

## 2004
En los JJ. OO. de Atenas gana el oro en el concurso por equipos, por delante de Estados Unidos y Rumania. Sus compañeros de equipo fueron: Takehiro Kashima, Hisashi Mizutori, Hiroyuki Tomita, Naoya Tsukahara y Isao Yoneda.